# (33646) 1999 JX82
1999 JX82 (asteroide 33646) é um asteroide da cintura principal. Possui uma excentricidade de 0.09185360 e uma inclinação de 14.48971º.
Este asteroide foi descoberto no dia 12 de maio de 1999 por LINEAR em Socorro.